# استنلی مایرز
استنلی مایرز (انگلیسی: Stanley Myers؛ ‏ ۶ اکتبر ۱۹۳۰ – ۹ نوامبر ۱۹۹۳) موسیقی‌دان و آهنگساز فیلم اهل بریتانیا بود. اثر مشهورش کاواتینا نام دارد.

## فیلم‌شناسی
- زیبابین (۱۹۶۶)
- اولیس (۱۹۶۷)
- جدایی (۱۹۶۷)
- زیرزمین (۱۹۷۰)
- شاه، بی‌بی، سرباز (۱۹۷۲)
- اسکیزو (۱۹۷۶)
- پرتره‌ای از مرد هنرمند در جوانی (۱۹۷۷)
- شکارچی گوزن (۱۹۷۸)
- فاسق لیدی چترلی (۱۹۸۱)
- کنسول افتخاری (۱۹۸۳)
- موفقیت بهترین انتقام است (۱۹۸۴)
- زنجیر (۱۹۸۴)
- کشتی راهنما (۱۹۸۵)
- تقویت (۱۹۸۸)
- دنی، قهرمان جهان (۱۹۸۹)
- سیلاب بهاری (۱۹۸۹)
- جادوگرها (۱۹۹۰)
- بچه (۱۹۹۳)